# 越北
越北（えつほく、월북、ウォルプク）とは、朝鮮民主主義人民共和国（北朝鮮）の政治体制に共鳴し、大韓民国（韓国）を去り北緯38度線を越えることを指す。入北または脱南とも呼ばれ、北朝鮮では義挙入北との呼称で、美化される。反対に北朝鮮側から韓国側に奔る行為は、越南帰順あるいは脱北と呼ばれる。ただし、脱北は北朝鮮から逃げ出すことであり、必ずしも韓国に渡る行為ではない。

## 概要
1945年の日本の敗戦により、北緯38度線以南をアメリカ軍政庁が統治し、以北をソ連軍が立ち上げた各級北朝鮮人民委員会が統治した。統一国家樹立を目指し、多くの政治家・独立運動家が北緯38度線を去来したが、平壌に行ったまま北朝鮮に滞在し、北朝鮮政権樹立に参画した者も少なくなかった。
また、1950年6月25日の朝鮮戦争勃発から1953年7月27日の朝鮮戦争休戦協定署名までの間に、南北の統治地域が国連軍と中国人民志願軍（抗美援朝義勇軍）の直接介入の結果、アコーディオンのように変化する中で、北緯38度線を越えた者も少なくない。
休戦後、李承晩政権の反共主義から逃れるためもあってマルクス主義に傾倒する知識人の越北者が存在したものの、朴憲永をはじめとする南朝鮮労働党員のように越北者の少なからずが朝鮮民主主義人民共和国建国後の政治闘争の末に粛清されている。
なお、韓国領出身者と子孫で在日朝鮮人の帰還事業により北朝鮮に移住した者や林秀卿のように一時的な北朝鮮訪問を果たした者については、基本的に越北と呼ぶことは無い。
また、韓国国民が大韓民国統一部の許可なしに越北行為を行った場合、韓国では国家保安法で取締りの対象になる。例えば林秀卿が第三国を経由して1989年に越北行為を行った際は、帰還後に国家保安法違反で逮捕され、裁判で懲役刑判決が確定している。

## 越北者の処遇
北朝鮮の事実上の身分制度である出身成分において、越北者は1945年8月15日以前に入北した者を除き「動揺階層」あるいは「敵対階層」として「徹底した監視対象」に分類されると言われている。特に、敵対階層に分類されると通常は平壌直轄市など主要都市への居住や要職への就職は不可能とされるが、越北者に関しては以下のように処遇されることが多いとされている。なお、1993年に社会安全部（警察）がまとめた「住民登録参考書」では、越北者を動揺階層に分類するとしている。
- 身元調査後は平壌への居住が認められることがほとんどであり、その場合中心部のマンションを与えられる。越北者同士のコミュニティ形成を制限するため、北朝鮮の中産階級社会の中に混ぜ込むようバラバラに居住地が決められる。
- 平壌で就職する場合、韓国出身者についてはほとんどが朝鮮労働党統一戦線部傘下の「南朝鮮問題研究所」研究員としてのポストを与えられる。外国人や韓国で軍事関係の仕事をしていた者の場合は、諜報機関での情報分析や工作員養成課程の教官のポストを与えられる。
- 月給は概ね5000 - 10000北朝鮮ウォンであり、米1kgが市場価格で5000ウォン（2022年12月時点でのレート）とされる北朝鮮での生活は不可能な金額である。しかし国家による特別配給が保証されており、非常に格安な公定価格で生活することが可能。
- 外貨の支給はないが、越北時に持ち込んだ外貨に関しては本人が無制限に使用可能。
- 結婚については本人の希望に基づき当局が斡旋するが、大抵の場合、斡旋される配偶者は当局のスパイである。越北者の父と北朝鮮人の母から生まれた子供については「父親が越北者である」という理由で党や軍関係の仕事に就くことは不可能であるが、研究者やスポーツ選手などのようなエリートになることは可能なため、党や軍関係以外の職種への制限はないものとみられる。
- 「徹底した監視対象」に分類される点は事実であり、本人とその家族の日常生活のすべてが当局により24時間365日監視されている。監視への不満を漏らしただけで家族もろとも消息不明になった事例もある。

かつては越北者が外国に渡航することも認められていたが、1986年に崔銀姫・申相玉（北朝鮮政府は越北者と主張したが、実際は拉致被害者）が渡航先のオーストリアで現地のアメリカ大使館に亡命する事件が発生したため、それ以降は公用であっても越北者の外国渡航は禁止された。また、最高指導者（金正恩）との集合写真撮影を撮影当日になって「上層部の指示」でキャンセルされた事例もあり、この点は最高指導者の地方視察に当たって「危害を加えるかもしれない」として沿道での歓迎から排除される敵対階層の者と同じ扱いともいえる。